# 秦淦
秦淦（1521年—？），字懋清，號明石，浙江寧波府慈谿縣人，民籍，明朝政治人物。

## 生平
嘉靖三十一年（1552年）壬子科浙江鄉試第五十一名舉人。嘉靖三十二年（1553年）聯捷癸丑科會試第七十八名，三甲第六十七名進士。工部观政，授福建閩縣知縣，升南工部主事，历员外、郎中，出知鎮江府，升湖广按察司副使。隆慶二年（1568年）正月调任贵州提学副使，四年十月升福建布政司右参政。
万历三年（1575年）三月復除四川右参政，升湖广按察使，六年正月升本省右布政使，十一月升江西左布政使。

## 家族
曾祖秦京；祖父秦炫；父秦基，武郎場大使。母王氏。兄秦録、秦鍠（生员）、秦鈺、秦釗、秦鎜，俱生员。